# Diccionario enciclopédico de la Gastronomía Mexicana
El Diccionario enciclopédico de la Gastronomía Mexicana es una enciclopedia publicada en 2012 tanto en formato físico (libro) como virtual (en línea) desarrollada por el chef Ricardo Muñoz Zurita, investigador y divulgador de la gastronomía mexicana, publicado por la reputada editorial Larousse Cocina en 2012. Esta obra de 648 páginas incluye más de 4000 definiciones y 1200 imágenes.
Fue originalmente editada en fascículos coleccionables por la Editorial Clío y después fue ampliada y reunida en un único tomo. Muñoz dedicó 22 años en su investigación culinaria por todo el país. Se considera un clásico ente los libros de cocina mexicana. Su importancia recae en que fue el primero de su género en realmente profundizar en toda la diversidad de la gastronomía de este país, dando a conocer productos indígenas o locales, técnicas culinarias y todas las variedades regionales de cocina mexicana. 